# Katedra w Tuluzie
Katedra w Tuluzie (właściwie Archikatedra pw. św. Szczepana, fr. Cathédrale Saint-Étienne de Toulouse) – rzymskokatolicka archikatedra w Tuluzie, w regionie Oksytania. 

## Historia
Pierwszy kościół na miejscu obecnej katedry wzniósł w V wieku św. Saturnin. W 844 roku świątynia została podniesiona do rangi katedry. Pierwotnie kościół miał trzy nawy, które na początku XIII wieku złączono w jedną poprzez zburzenie filarów i zbudowanie nowego sklepienia. Z tamtego kościoła zachowały się jedynie trzy przęsła nawy.
W 1270 roku Bertrand de l'Isle-Jourdain został mianowany przez papieża Klemensa IV biskupem Tuluzy. Już w pierwszym roku sprawowania urzędu rozpoczął rozbudowę katedry. Zaczęła się budowa nowej, trójnawowej części świątyni. Prace budowlane znacznie spowolniła śmierć Bertranda w 1286 roku. W 1317 roku biskupstwo zostało podniesione do rangi archidiecezji. 
W pierwszej połowie XIV wieku sklepiono kaplice oraz obejście, w 1518 roku wzniesiono zakrystię. Arcybiskup Jean d'Orléans zwiększył przypory w celu podwyższenia sklepienia. Planował również budowę transeptu, która została przerwana i nigdy nie wznowiona przez śmierć Jeana. W 1592 roku ukończono budowę i konsekrowano katedrę.
9 grudnia 1609 roku pożar strawił większość korpusu nawowego. Konserwacją oraz odbudową świątyni kierował Pierre Levesville. W 1670 roku ukończono ołtarz główny, który projektowali wspólnie Pierre Mercier oraz Gervais Drouet, w 1727 roku ołtarz wzbogacono o figury ewangelistów dłuta Marca Arcisa. 
W związku z rewolucją francuską w 1794 roku katedra została wyłączona z użytku, w 1799 roku rozebrano krużganki, a katedra, niekonserwowana, zaczęła popadać w ruinę. Katedrę otwarto ponownie w 1801 roku. W latach 1848–1868 odbywała się restauracja bocznych kaplic według projektów Jacquesa-Jeana Esquié. W latach 10. XX wieku planowano dokończyć katedrę poprzez zburzenie starej nawy, do czego ostatecznie nie doszło. Od 2010 roku trwa renowacja kaplic bocznych. 

## Galeria

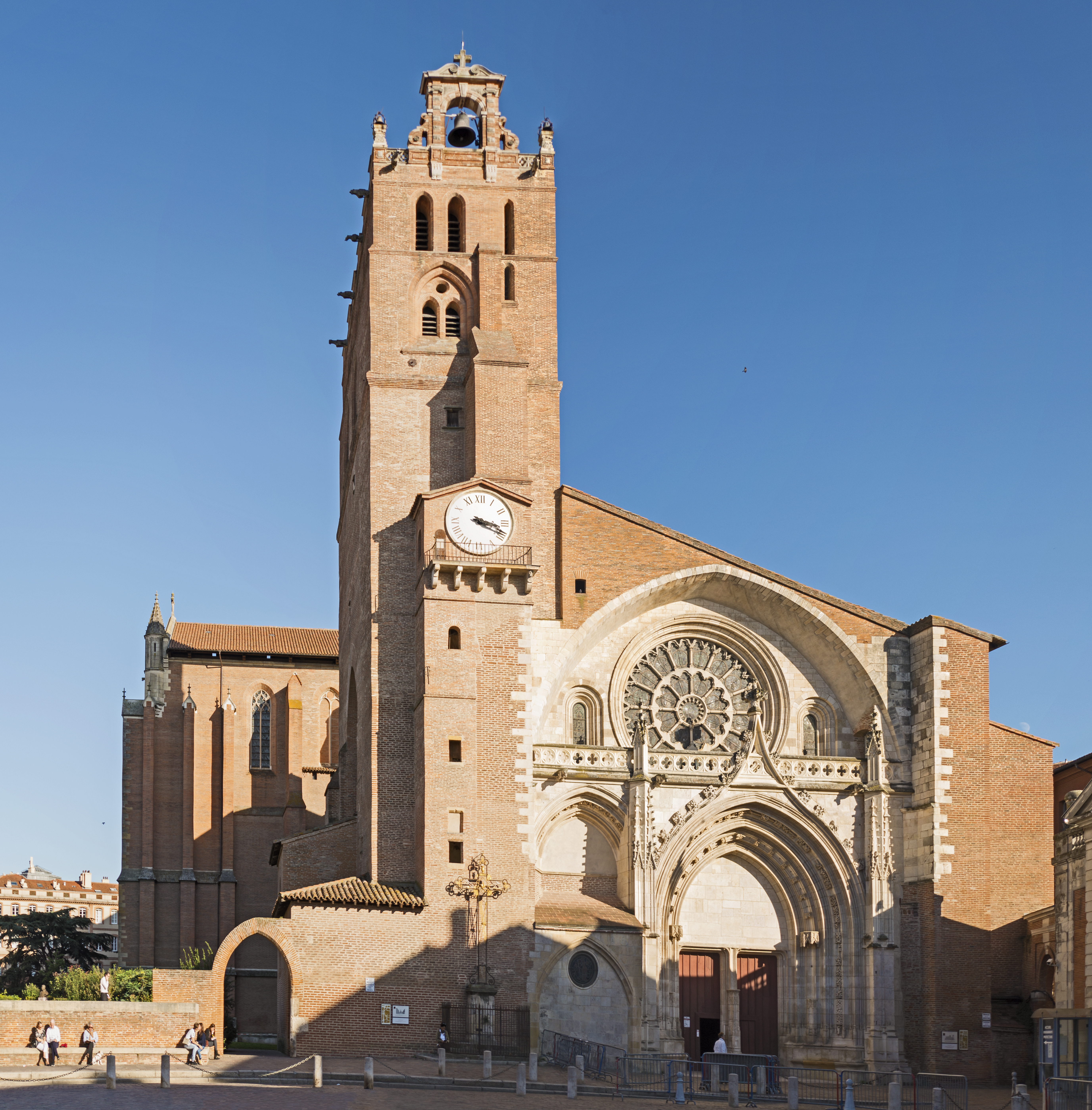
Fasada katedry
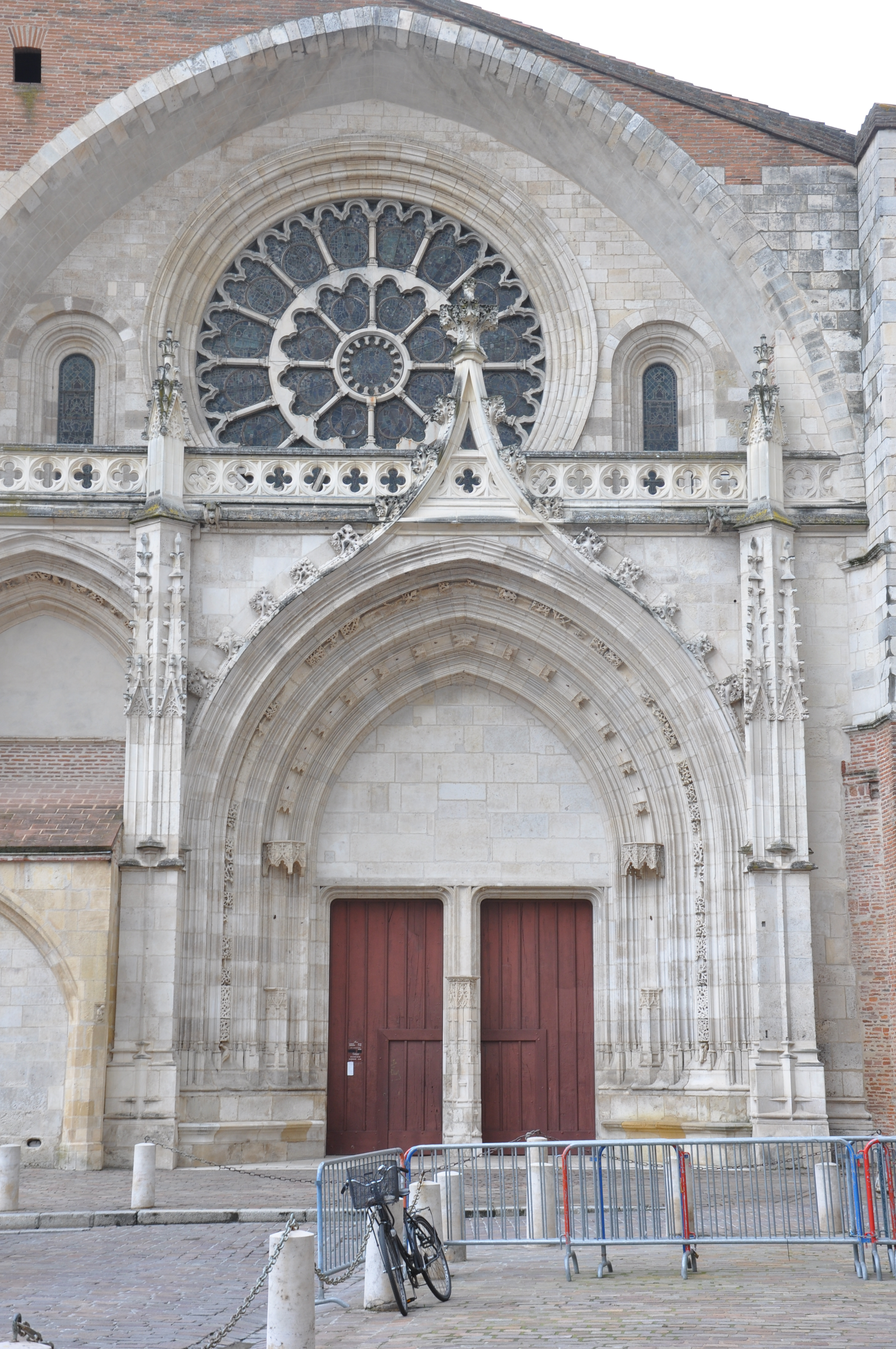
Portal główny
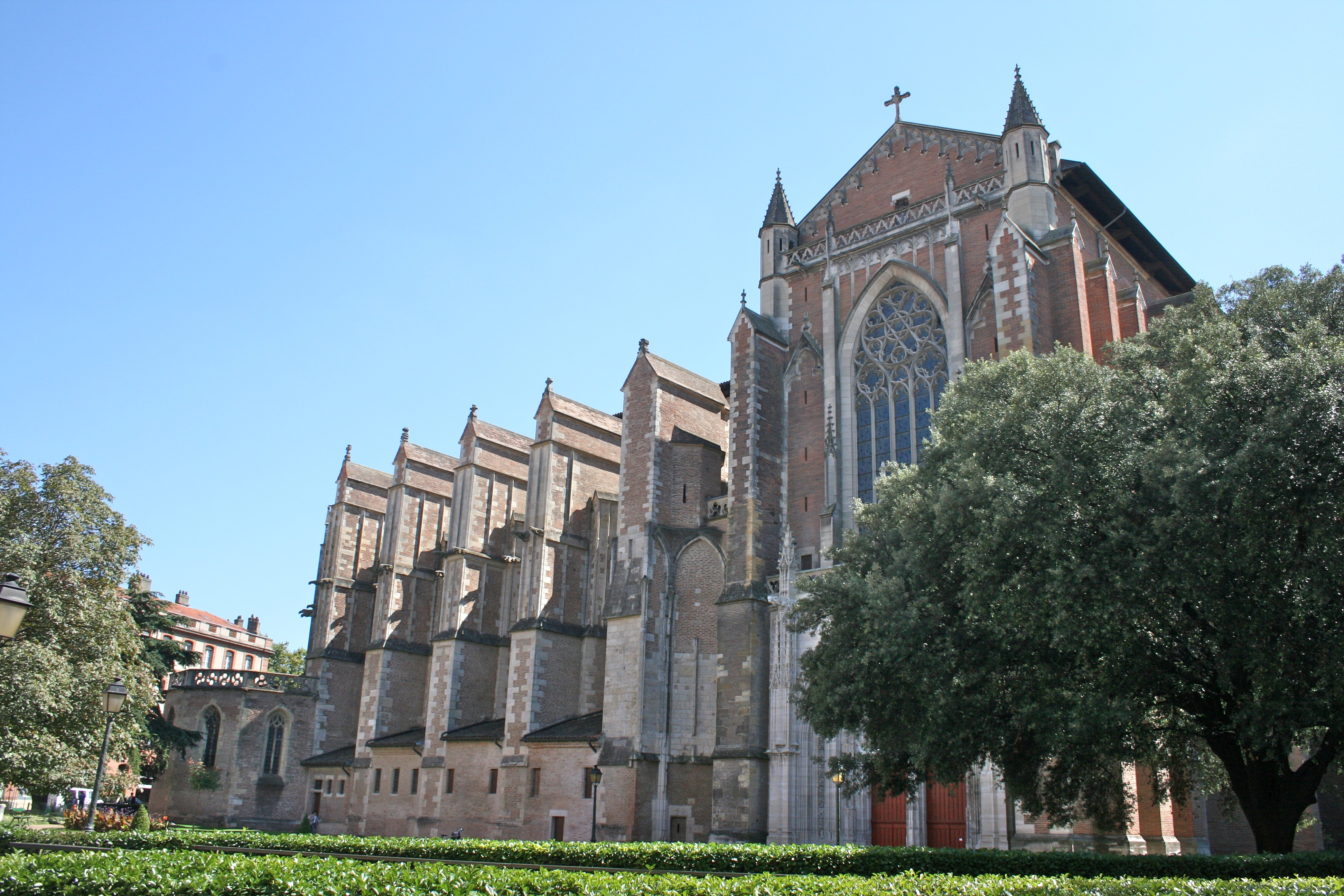
Korpus nawowy
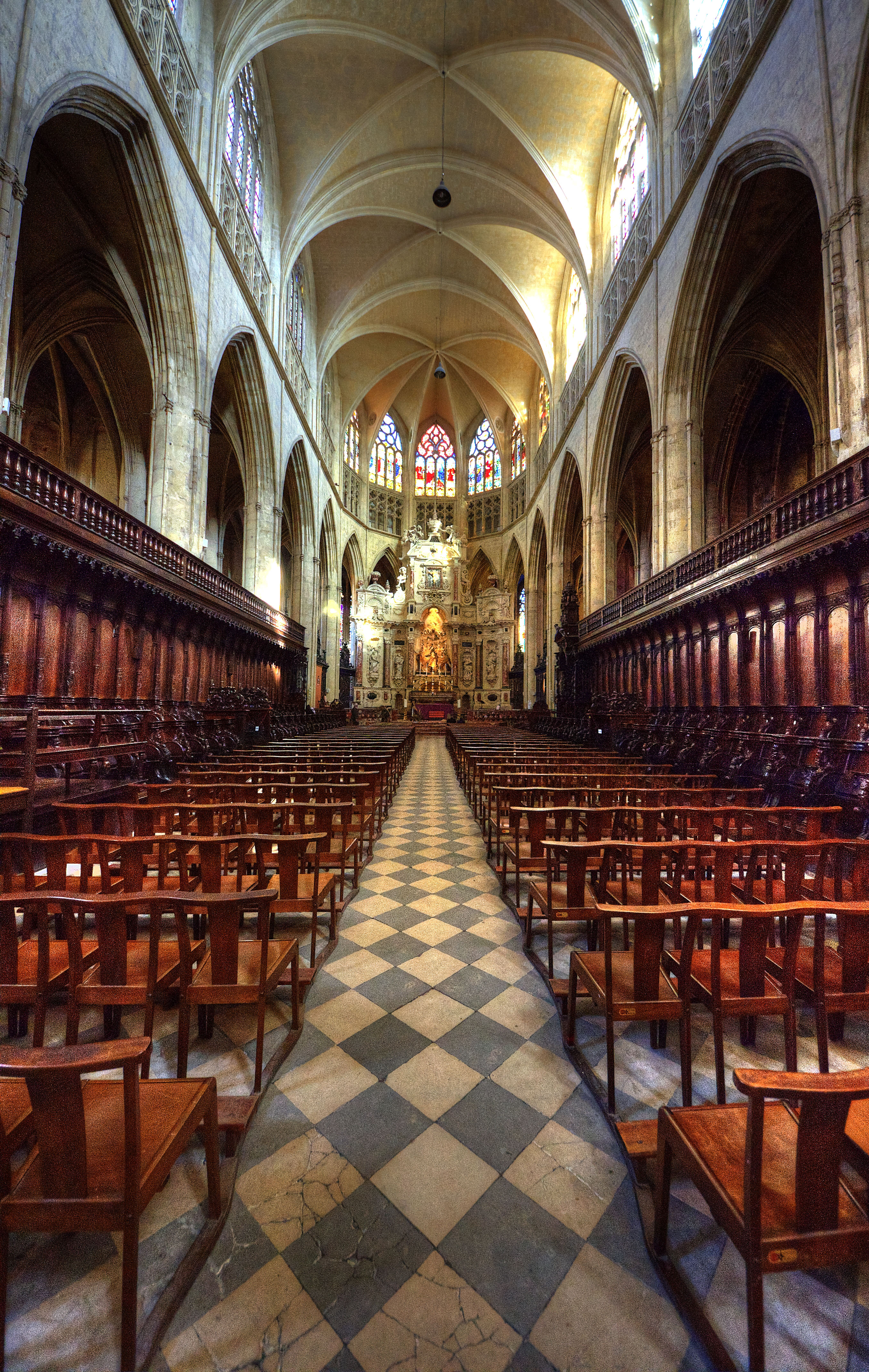
Wnętrze
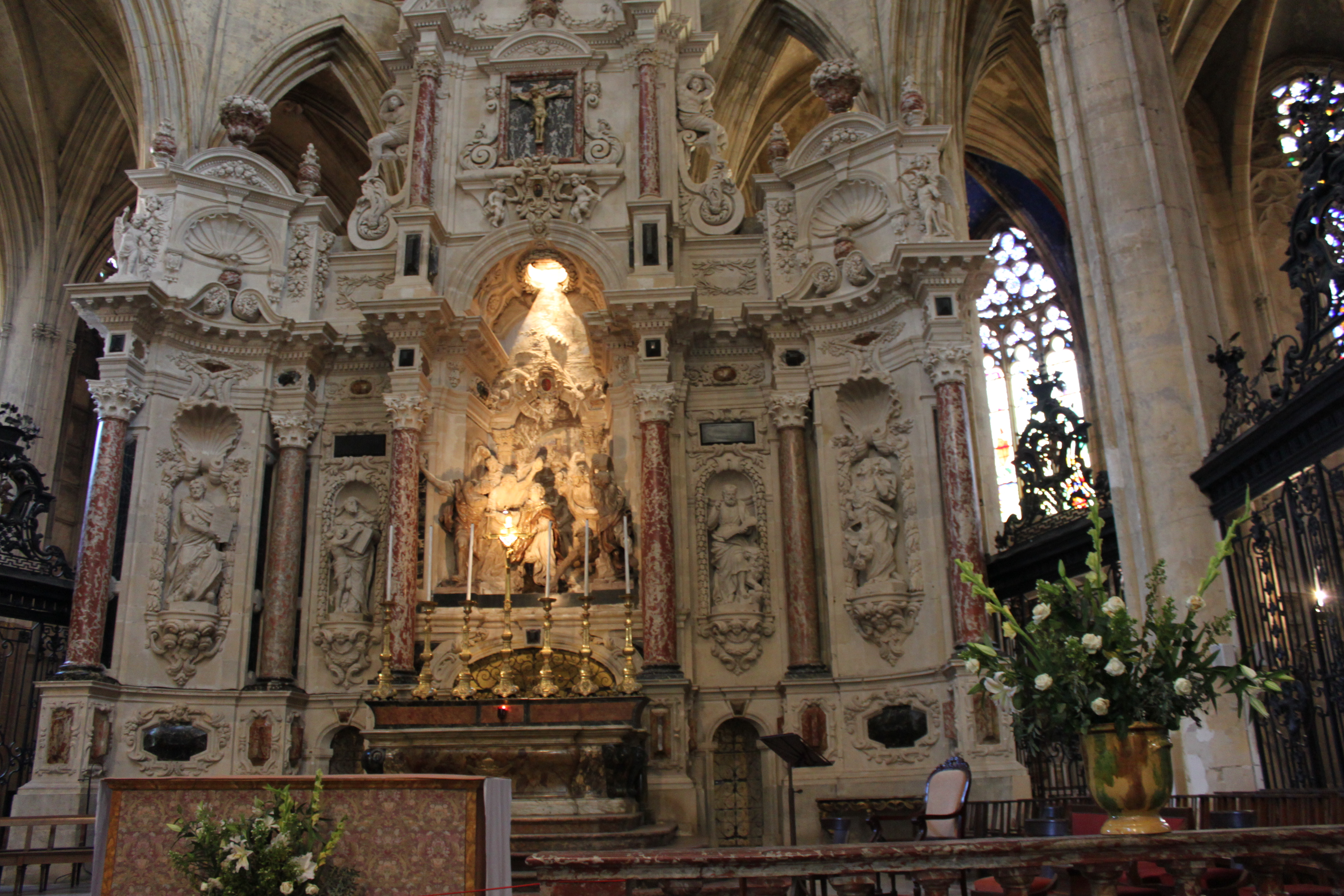
Ołtarz główny